# Alexander Lauber
Alexander Lauber, född 8 juli 1933 i Prag, död 27 maj 2010, var professor emeritus i industriell mätteknik vid Linköpings universitet. Efter 25 år vid Linköpings universitet lämnade han vid 63 års ålder Linköping för att arbeta upp forskning inom miljöteknik vid högskolan i Kalmar. Han undervisade även i modern mätteknik inom industrin. Han var även aktiv i Instrumenttekniska Föreningens (itf) styrelse och var dess sekreterare 1980-1987.